# Dzielenie kart kodujących
Dzielenie kart kodujących (ang. Card Sharing) – metoda pozwalająca na dekodowanie sygnału cyfrowych platform telewizyjnych za pomocą kilku dekoderów jednocześnie, ale z użyciem tylko jednej karty abonenckiej. Legalność takiego postępowania zależy od treści postanowień regulaminu operatora karty. Niektórzy operatorzy dopuszczają rozdzielanie usług swojej karty, tylko o ile odbywa się ono w obszarze jednego gospodarstwa domowego (co powoduje, że abonenci rzadziej korzystają z usług konkurencji).
Terminu Card Sharing używa się w Polsce zwykle w kontekście działań niezgodnych z prawem, natomiast określenia dzielenie kart kodujących w przypadku urządzeń działających lokalnie (Splitterów), które z racji swego relatywnie niewielkiego zasięgu znacząco utrudniają ich nielegalne zastosowanie.
Card Sharing jest możliwy w przypadku podłączenia odbiornika telewizji cyfrowej do sieci internetowej. Jeden z użytkowników, który nabył w legalny sposób możliwość odbioru treści kodowanej, udostępnia ją przy pomocy specjalistycznego oprogramowania (które może być zainstalowane zarówno na komputerze, jak i w samym odbiorniku). Osoba taka (zwana potocznie „dawcą”) przekazuje dołączającym się do niego („biorcom”) swój adres IP oraz hasło dostępu. Często osoba ta, posiadająca kartę i opłacająca legalnie abonament, otrzymuje wynagrodzenie lub zwrot kosztów poniesionych na zakup licencji.
Z technicznego punktu widzenia nie przesyła się całej zakodowanej treści, a tylko odszyfrowane słowo kontrolne (DCW – ang. Decrypted Control Word) o długości 16 bajtów. Dzięki temu poprzez wykonywanie krótkich transferów o stosunkowo niskiej częstości powtarzania (w przybliżeniu jedno słowo na osiem sekund) następuje szerokie rozpowszechnienie się takiego procederu, gdyż nie wymaga ono wysokiej przepustowości łącza internetowego.
Jednym z pierwszych odbiorników telewizji cyfrowej z dostępem do Internetu był Dreambox. Obecnie coraz więcej firm produkuje odbiorniki zdolne do przesyłania danych poprzez globalną sieć. Na dekodery takie często powstaje alternatywne oprogramowanie, oferujące opisywane możliwości.